# 刈谷街道
刈谷街道（かりやかいどう）とは、愛知県知立市から同県刈谷市中心部を通り刈谷城に至る街道である。知立から知多半島の師崎に至る師崎街道の一部であり、広義には知多半島に抜けるまでの道を含む。

## 概要

### 知立から刈谷に至る道
旧東海道の池鯉鮒宿から分岐して知多郡師崎に至る師崎街道のうち、刈谷までの区間を指す。現在の国道419号上にある刈谷道交差点（知立市宝町を起点）に、刈谷市のある南西方向へ市道を道なりに進む。鳥居2丁目交差点で主要地方道たる愛知県道51号知立東浦線に合流し、さらに南西方向へ進む。概ね知立東浦線が刈谷街道を踏襲しているが、ところどころでは市道である。中山町交差点からアクアモールに進入し、途中JR東海道本線の刈谷街道踏切を通過し、南桜町2丁目で知立東浦線に合流する。この市道の区間は東から西への一方通行路である。さらに進むと中心部の商店街が広がる。

### もう一つの刈谷街道
現在の名古屋市緑区鳴海町界隈から南に、有松を通り抜けて、桶狭間を越え、知多半島に至るルートも刈谷街道と呼ばれることがある。（桶狭間の記事を参照）

## 刈谷街道で催される行事

### 大名行列（奴のねり）･山車祭
5月。刈谷市指定無形民俗文化財。刈谷市内中心街一帯。祭りの進行に合わせ、場所・時間帯ごとに交通規制が異なる。

### 万燈祭
7月。愛知県指定無形民俗文化財。刈谷市内中心街一帯。（万燈祭りを参照）

### 刈谷市民総踊り
9月。老若男女どんな人でも参加でき、楽しめるコンテストスタイルの踊りイベント。東陽町交差点から新栄町交差点までの区間で車両通行止め。その周辺の道路からの流入も規制。
上記行事の詳細は刈谷市観光協会（外部リンク）を参照。

## 接続する路線
- 東海道（刈谷市：刈谷道交差点）
- 万燈通り（刈谷市：新栄町交差点）
- 於大通り（刈谷市）

## 沿線・周辺
- 池鯉鮒宿
- 宝蔵寺
- 名鉄名古屋本線・三河線　知立駅
- 名鉄三河線・JR東海道本線　刈谷駅
- 名鉄三河線　刈谷市駅